# Championnat d'Albanie de football 1962-1963
Navigation
Championnat d'Albanie 1961 Championnat d'Albanie 1963-64
Le Championnat d'Albanie de football de Kategoria Superiore 1962-1963 est la 23e édition de ce championnat.

## Classement
| Rang | Équipe            | Pts | J  | G  | N  | P  | Bp | Bc | Diff |
| ---- | ----------------- | --- | -- | -- | -- | -- | -- | -- | ---- |
| 1    | Partizan Tirana   | 36  | 22 | 15 | 6  | 1  | 53 | 15 | +38  |
| 2    | Dinamo Tirana     | 32  | 22 | 11 | 10 | 1  | 43 | 25 | +18  |
| 3    | Besa Kavajë       | 31  | 22 | 13 | 5  | 4  | 41 | 23 | +18  |
| 4    | 17 Nëntori Tirana | 24  | 22 | 7  | 10 | 5  | 33 | 28 | +5   |
| 5    | Labinoti Elbasan  | 22  | 22 | 8  | 6  | 8  | 37 | 32 | +5   |
| 6    | Lokomotiva Durrës | 21  | 22 | 7  | 7  | 8  | 29 | 36 | -7   |
| 7    | Flamurtari Vlorë  | 20  | 22 | 7  | 6  | 9  | 26 | 27 | -1   |
| 8    | Skënderbeu Korçë  | 19  | 22 | 6  | 7  | 9  | 21 | 25 | -4   |
| 9    | Vllaznia Shkodër  | 18  | 22 | 5  | 8  | 9  | 27 | 29 | -2   |
| 10   | Tomori Berat      | 18  | 22 | 5  | 8  | 9  | 27 | 32 | -5   |
| 11   | Traktori Lushnja  | 15  | 22 | 4  | 7  | 11 | 17 | 42 | -25  |
| 12   | Korabi Peshkopi   | 8   | 22 | 1  | 6  | 15 | 8  | 48 | -40  |

|  | Champion |
|  | Relégué  |

## Bilan de la saison
| Tableau d'Honneur                 |                   |
| Compétition                       | Vainqueur         |
| Championnat d'Albanie de football | Partizan Tirana   |
| Coupe d'Albanie de football       | 17 Nëntori Tirana |

| Promotions et relégations     |                       |
| Relégués en First Division    | Korabi Peshkopi       |
| Promus en Kategoria Superiore | Luftëtari Gjirokastër |